# Франкофонске игре
Франкофонске игре (фр. Jeux de la Francophonie) је манифестација која предстаља комбинацију уметности и спорта и одржава се у нацијама француског говорног подручја, на сваке четири године. Такмичење је отворено уметницима и спортистима из 56 земаља, које припадају групи нација које говоре француски језик. Канада има три екипе − Квебек, Нови Брунцвик (Нови Брунцвик је једина канадска провинција која има два званична језика − енглески и француски) и Канада, док рецимо екипа из Белгије је ограничена само на спортисте који долазе из француског говорног подручја Белгије (Валонска област).
Број учесника увек варира између 1.500 и 3.000 спортиста и уметника.
2005. године домаћин игара је била Нигерија, док се следеће игре, 2009. године, одржавају у Бејруту (Либан)